# Sobieski (vodka)
Pour les articles homonymes, voir Sobieski.
Sobieski est une marque de vodka à base de seigle, distillée par Marie Brizard Wine & Spirits.

## Historique
Sobieski est une vodka d'origine polonaise, produite à base de seigle. Elle fut nommée en hommage à Jean III Sobieski, roi de l’Union de Pologne-Lituanie de 1674 à 1696 et héros national polonais.
La vodka Sobieski est fabriquée depuis 1846 et est à présent disponible en plusieurs saveurs : Original (bouteille rouge, 37.5°), Gold (paillettes d'or et léger goût de caramel d'origine naturelle à 37.5°), caramel (18.5°), vanille.
La marque appartient désormais au groupe Marie Brizard Wine & Spirits qui en a fait une de ses priorités.

## Récompenses
À l'automne 2007, Sobieski est classée no 1 des vodka par le Beverage Tasting Institute à l'issue d'une dégustation à l'aveugle de 108 vodkas différentes. 
En 2012, Sobieski est la seizième vodka la plus vendue au monde.
En novembre 2015, Sobieski Orange, Sobieski Raspberry et Sobieski Vanille reçoivent des médailles d'or dans cinq catégories distinctes par The Fifty Best, basé sur une dégustation à l'aveugle des vodkas aromatisées.
En 2016, la Sobieski Vodka est double médaille d'or aux San Francisco World Spirit Competition, la Sobieski Estate Vodka est médaille d'argent dans la catégorie Vodka ; médaille d'argent pour la vodka aromatisée à l'orange et de bronze pour celles au citron, à la framboise et à la vanille dans la catégorie vodka aromatisées[pas clair].